# Standortübungsplatz Koblenz-Schmidtenhöhe

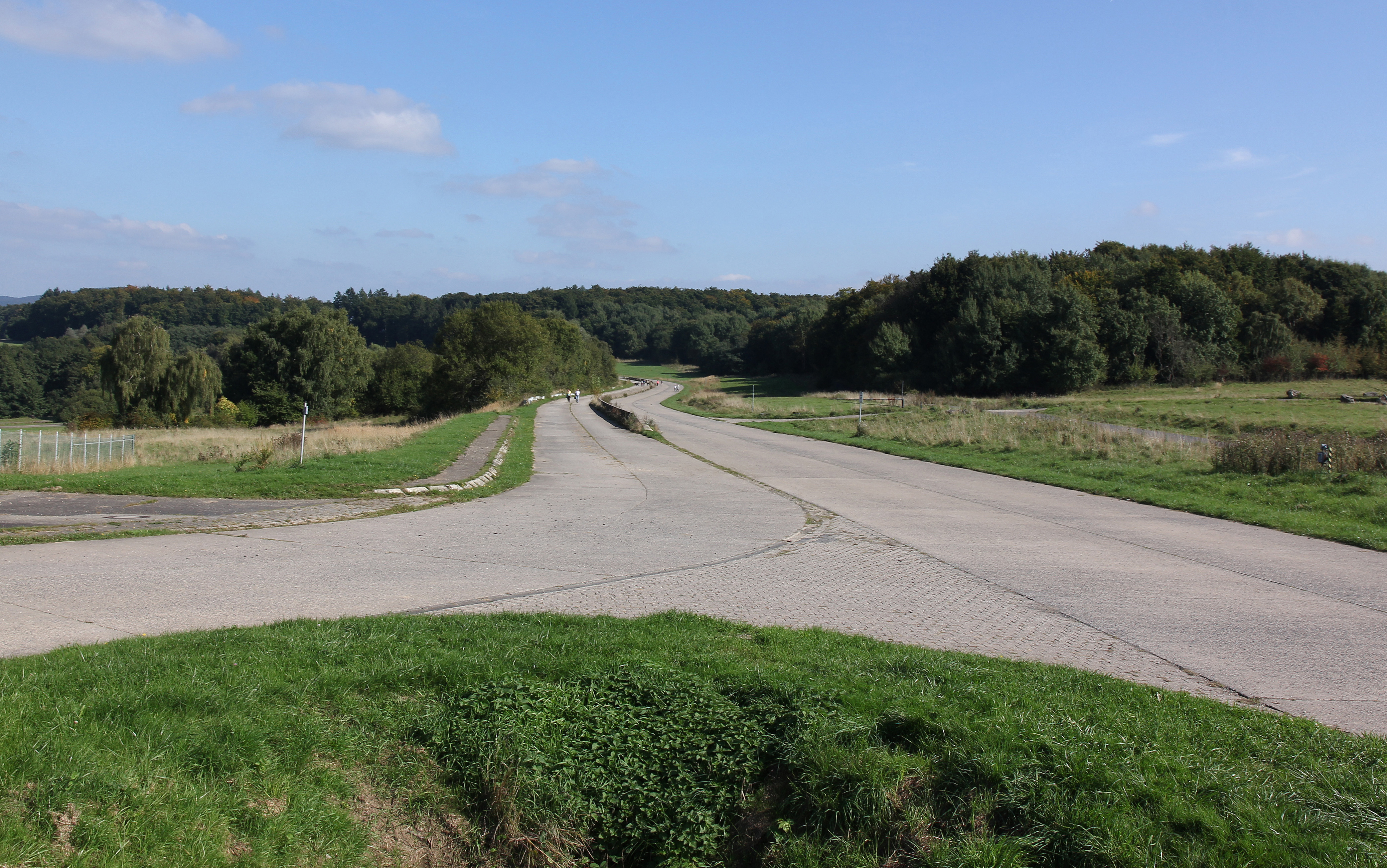
Panzerstraße auf dem Standortübungsplatz Koblenz-Schmidtenhöhe

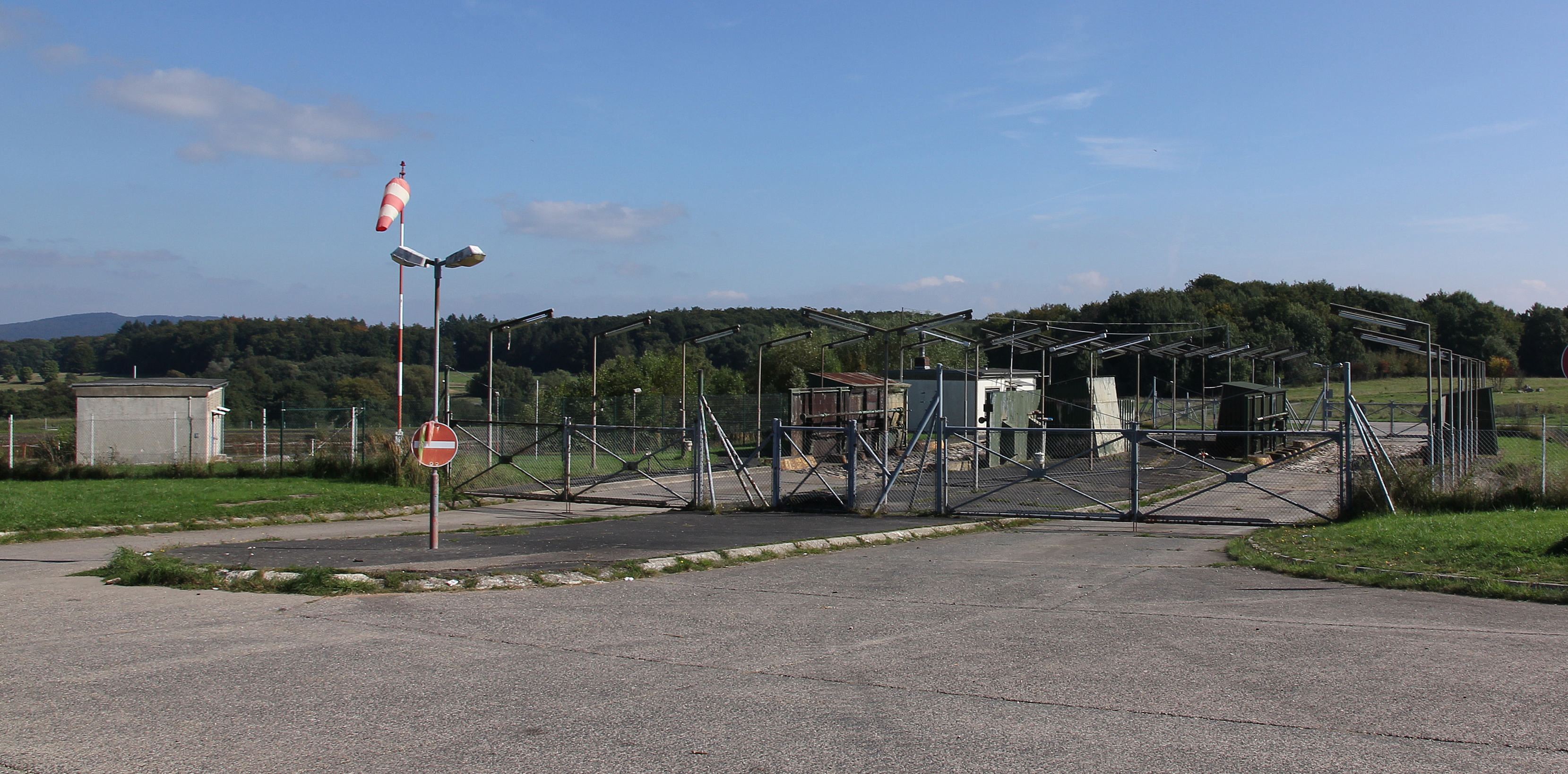
Panzerwaschplatz

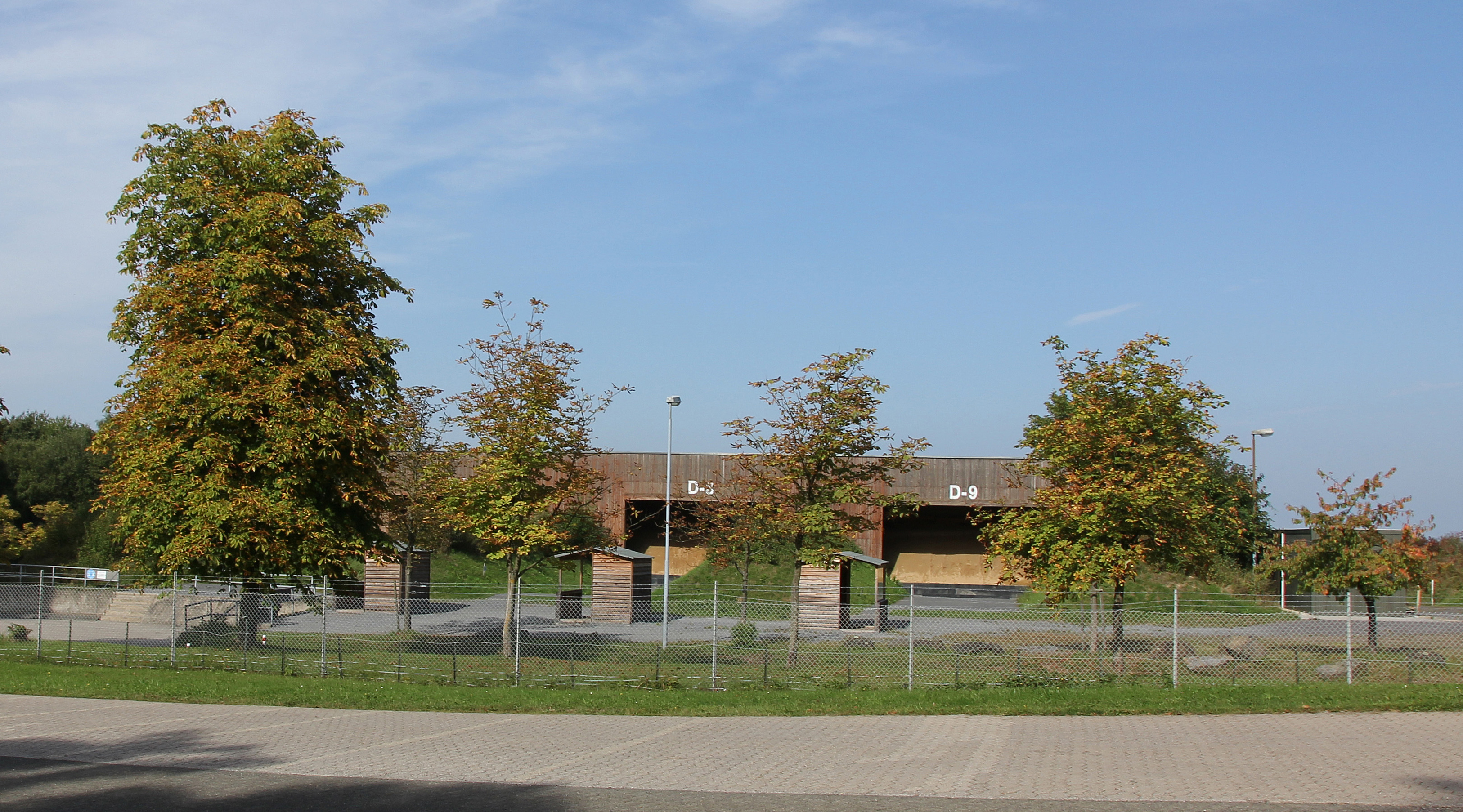
Schießanlage

Der Standortübungsplatz Koblenz-Schmidtenhöhe (StOÜbPl Schmidtenhöhe) ist eine Militäranlage in Koblenz. Der 776 Hektar große Standortübungsplatz liegt im Stadtteil Horchheimer Höhe auf einer Anhöhe des ins Rheintal auslaufenden Westerwalds zwischen der Stadt Koblenz und Fachbach. Teile der Anlage werden vom Naturschutzbund Deutschland (NABU) betreut. Die halboffene Weidelandschaft bietet seltenen Arten einen Lebensraum. Das Areal ist im Besitz der Bundesanstalt für Immobilienaufgaben und untersteht dem Landeskommando Rheinland-Pfalz. Im September 2017 sind 235 Hektar der Schmidtenhöhe auf Dauer der NABU-Stiftung Nationales Naturerbe übertragen worden.

## Geschichte
Die Stadt Koblenz war eine große Garnisonstadt der Wehrmacht und der Bundeswehr. Im Kalten Krieg war sie sogar mit mehr als 10.000 Soldaten die größte Garnisonstadt der Bundeswehr. Für die Wehrmacht wurde 1937 auf der Schmidtenhöhe ein großes, vorher überwiegend landwirtschaftlich genutztes Areal enteignet, um den Soldaten der angrenzenden Kasernen einen Übungsplatz zu geben. 
Nach dem Zweiten Weltkrieg nutzte die französische Armee den Übungsplatz weiter und übergab ihn 1956 an die neugegründete Bundeswehr. In der Folgezeit wurden hier Fernmeldetruppen, Pioniere und Panzerfahrer ausgebildet. Auf dem Standortübungsplatz befindet sich ein großes Übungsareal für Panzertruppen (heute Naturschutzgebiet), ein Panzerwaschplatz und zwei Schießstände. Vor allem die Panzerbataillone nutzten den Platz ausgiebig und formten seine heutige Gestaltung.
Nach Auflösung des Panzerbataillons 1992 und des letzten gepanzerten Truppenteils, des Panzergrenadierbataillons 342 im Jahr 2002, blieben große Teile des Standortübungsplatzes ungenutzt. Der östliche Teil wurde zum Naturschutzgebiet umfunktioniert. Das restliche Gebiet wurde nur noch sporadisch genutzt und verfiel größtenteils. Das gesamte Areal wurde für die Bevölkerung als Naherholungsgebiet freigegeben, ist aber weiterhin militärischer Bereich. Nach einer Entscheidung des Bundesverteidigungsministers vom 4. März 2013 soll der Standortübungsplatz Koblenz-Schmidtenhöhe, vor allem die Schießanlage, weiterhin von der Bundeswehr genutzt werden.
Das Weltraumradarsystem GESTRA ist seit 2020 sowie ein DGPS-Sender auf dem Bundeswehrgelände des Standortübungsplatzes Koblenz-Schmidtenhöhe installiert.

## Naturschutz
Nach Auflösung der Panzerbataillone 1992 blieb eine vegetationsarme bis -freie Landschaft mit vielen Schlamm- und Wasserlöchern, Geröllpisten sowie eine ausgeräumte Struktur zurück. Diese Flächen waren ein idealer Lebensraum für viele seltene Arten, darunter einige der seltensten Arten in Europa. Wegen dieses Artenreichtums wurde die Schmidtenhöhe weitgehend in zwei deutlich größere Schutzgebiete einbezogen: Teile der Flächen liegen im Europäischen Vogelschutzgebiet Lahnhänge (Kennung DE-5611-401) und/oder im FFH-Gebiet Lahnhänge (DE-5613-301). Dadurch gehören sie zum europäischen Schutzgebietsnetz Natura 2000.
Im Einzelnen sind u. a. folgende Arten anzutreffen:
- Vögel und Fledermäuse, diese können auf den freien Flächen Insekten jagen, z. B. Neuntöter, Raubwürger, Feldlerche
- Amphibien, die in den Kleingewässern hausen, z. B. Gelbbauchunken, Kammmolche, Wechselkröten, Laubfrösche
- Pflanzen, die nur auf ungedüngten und nährstoffarmen Flächen vorkommen, z. B. Knabenkräuter, Bienenragwurz, Pyramidenorchis
- Insekten und Schmetterlinge, die auf den blütenreichen Wiesen optimale Bedingungen vorfinden, z. B. Kleine Pechlibelle, Frühe Heidelibelle, Gemeine Plumpschrecke, Großer Schillerfalter, Kaisermantel

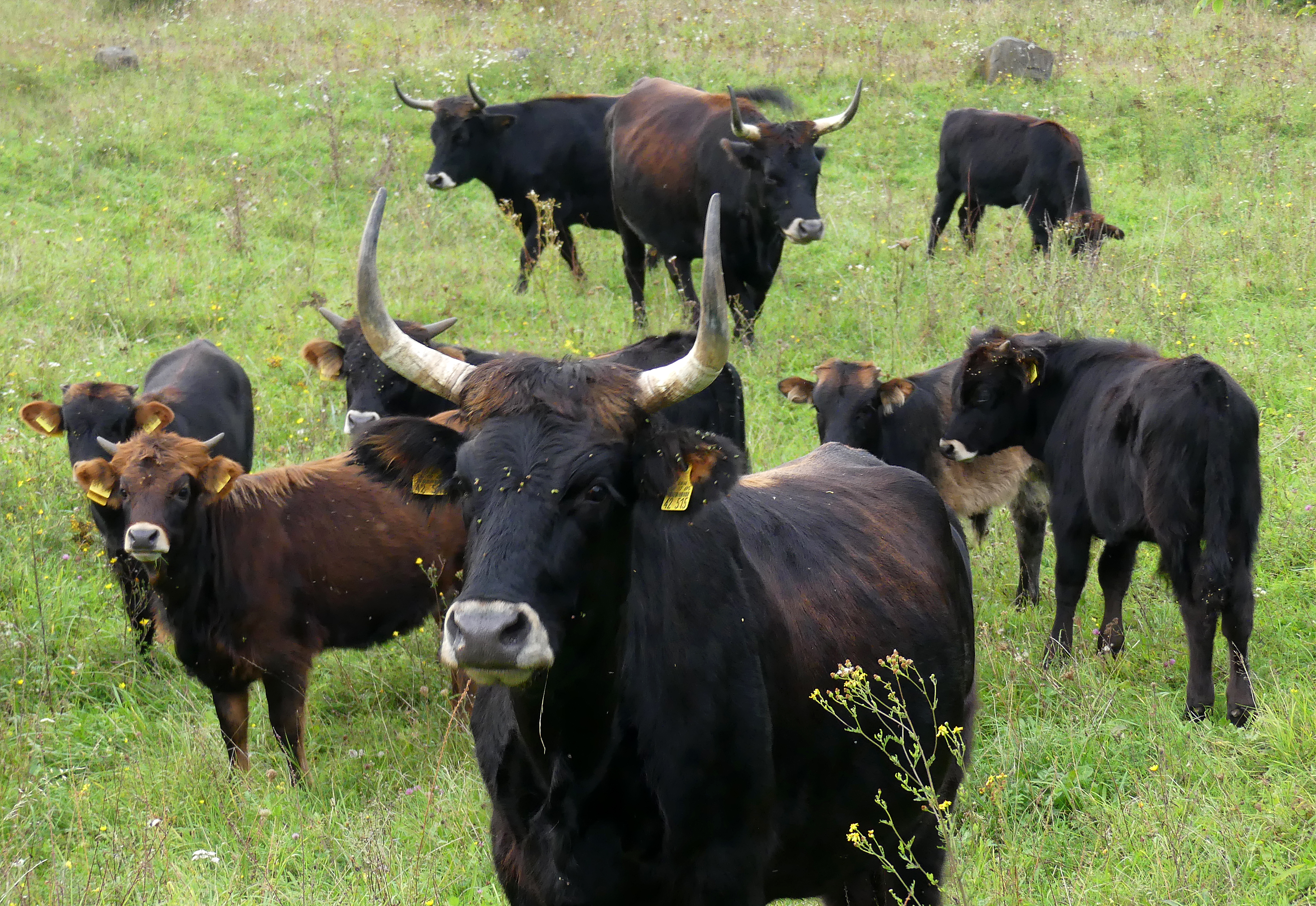
Taurusrinder als wirkungsvolle Gegenmaßnahme zur fortschreitenden Verbuschung

Danach drohte das Gebiet zunehmend zu verbuschen, da keine Panzer mehr das Gehölz entfernten und neue Wasserlöcher hinterließen. Die Folge war, dass die Anzahl der seltenen Tier- und Pflanzenarten stark abnahm. Da die Europäische Union keine Verschlechterung der Natura-2000-Gebiete zulässt, waren sofortige Gegenmaßnahmen erforderlich.
Als Lösung wurde das Konzept der Halboffenen Weidelandschaft eingeführt, das auch schon bei vergleichbaren Projekten sehr erfolgreich war. Mit Unterstützung der rheinland-pfälzischen Naturschutzbehörde wurde im September 2009 begonnen, auf einer 130 Hektar großen Teilfläche dieses Konzept umzusetzen. Dabei kamen große Pflanzenfresser wie Taurusrinder und Konikpferde zum Einsatz, die der Verbuschung entgegenwirken und durch ihr Gewicht die Ränder der Gewässer strukturierten, um so die Lebensräume der Amphibien zu erhalten. Der NABU Rheinland-Pfalz hat sich für 20 Jahre verpflichtet, dieses Projekt durchzuführen. Nach 20 Monaten waren bereits erste Erfolge sichtbar, der Artenbestand hatte sich erholt. Im Jahr 2017 übernahm die NABU-Stiftung Nationales Naturerbe insgesamt 235 Hektar. Als neuer Eigentümer wird sie „das Beweidungsprojekt weiter ausweiten sowie mit einer Schafbeweidung ergänzen, um die Artenvielfalt der mageren Wiesen zu erhalten. Die naturnahen Laubmischwälder wird die NABU-Stiftung der ungestörten Entwicklung überlassen.“
Südlich des Standortübungsplatzes schließt sich das Naturschutzgebiet Tongrube auf Escherfeld an.